# 福岡氏
福岡氏（ふくおかし、ふくおかうじ）は、日本の氏族。
清和源氏流、村上源氏流、桓武平氏流、日下部氏流が存在する。
清和源氏の流れを汲み、大和国添上郡を本拠として活動した一族が著名。居城は上狭川城。後に土佐藩士として大政奉還から明治維新に活躍した福岡孝弟も一族である。

## 大和国狭川福岡氏
狭川福岡氏は狭川庄を支配していた源姓狭川氏の庶流。通字は「孝」。
室町期以降、徐々に勢力を拡大し、応仁元年（1467年）に勃発した応仁の乱前後は筒井氏傘下の国人領主として活動している。後に古市氏傘下に転ずるも、大永4年（1524年）頃には、再び筒井方に転じて、古市氏傘下の柳生氏や須川氏らとも抗争を繰り広げている。
また、文明15年（1483年）から天正4年（1576年）まで、春日若宮祭礼の長川方願主人を勤めている。
戦国時代末期、福智庄の国人領主、上狭川城主として活動していた福岡氏の当主に福岡重孝がいる。一時は松永久秀に従ったが、後に筒井氏に従って活動した。子の干基は天正10年（1582年）の本能寺の変で討死したため、弟の干孝が跡を継いだ。
干孝は幼少時に松永久秀の人質として信貴山城に居住していた。松永久秀が謀反を起こし、織田信長の軍によって信貴山城が攻め落とされると、浪人期間を経て、近江国長浜城主となっていた山内一豊の家臣となり、軍資金調達や財政の分野で頭角を現した。
天正18年（1590年）の小田原征伐では、伊豆国山中城攻めで功を上げ、主君の山内一豊が駿河国掛川城主となると、500石を知行した。
慶長5年（1600年）の関ヶ原の戦いの後、山内一豊が土佐一国を与えられると、それに随従して土佐国へ入国。その才をもって、家禄3000石となり、山内氏の土佐支配に貢献した。
子孫は土佐国で家老、上士として続き、幕末には五箇条の御誓文を起草したことで著名な福岡孝弟を出している。維新後は子爵に遇された。
その他、山内一豊に従わず大和国で生活した一族もおり、大阪府や兵庫県、奈良県で多い名字である。

### 居城・上狭川城址
狭川東町公民館の横に十三重石塔があり、この付近に居館があったと推測される。